# Romanengo del Rio
Romanengo del Rio è una frazione del comune cremonese di Casaletto di Sopra posta a sudest del centro abitato, e a nordest del quasi omonimo comune di Romanengo.

## Storia
La località era un piccolo villaggio agricolo di antica origine del Contado di Cremona con 180 abitanti a metà Settecento.
In età napoleonica, dal 1809 al 1816, Romanengo del Rio fu già frazione di Casaletto di Sopra, recuperando però l'autonomia con la costituzione del Regno Lombardo-Veneto.
Nel 1841 tuttavia i governanti tedeschi tornarono sui loro passi, e il comune di Romanengo del Rio venne definitivamente annesso al comune di Casaletto di Sopra.